# Melanochaeta nigritibiella
Melanochaeta nigritibiella är en tvåvingeart som först beskrevs av Becker 1910.  Melanochaeta nigritibiella ingår i släktet Melanochaeta och familjen fritflugor.
Artens utbredningsområde är Tanzania. Inga underarter finns listade i Catalogue of Life.